# Khanda

Khanda

O Khanda é o símbolo mais importante do sikismo. A sua importância  pode ser comparada à da Cruz no cristianismo,  ou à Estrela de Davi no Judaísmo. 
A bandeira sagrada do Sikhismo, conhecida como  
Nishan Sahib, erguida em todos os templos sikhs (gurdwaras), inclui o Khanda. 
Ele é resultado da junção de quatro armas:
- ao centro, podemos encontrar uma espada de dois gumes chamada Khanda, da qual deriva o nome de todo o símbolo. Representa o poder criativo de Deus que controla o universo. O gume esquerdo representa a justiça divina que castiga os opressores e o direito a liberdade e a autoridade inspirada em valores morais e espirituais;
- em torno do Khanda encontra-se uma arma denominada Chakkar (ou Chakra), usada por quase todos os guerreiros sikhs do século XVIII. Apresenta uma forma circular pelo que simboliza a eternidade e a perfeição de Deus;
- em ambos os lados, duas espadas de forma curva chamadas Kirpans. A espada que se encontra no lado esquerdo representa o poder espiritual (piri) e a do lado direito o poder temporal (miri). O Guru Hargobind foi o primeiro dos Dez Gurus do Sikhismo a usar duas espadas, que são hoje interpretadas como metáforas para a importância de desenvolver uma vida espiritual, mas também da necessidade de manter a paz (historicamente a comunidade sikh foi alvo de perseguições, pelo que esta teve que recorrer à auto-defesa para preservar a sua integridade).

A actual bandeira do Irão apresenta um símbolo parecido ao Khanda que não se encontra de qualquer maneira relacionado com o Sikhismo.